# Илинден 1903 (орден)
Орден „Илинден 1903“ е държавно отличие на Северна Македония, посветено на Илинденското въстание на ВМОРО от 1903 година.
Орденът се раздава за заслуги в борбите за национално и социално освобождение, за изключителни приноси, за държавно или обществено развитие и за укрепване на отношенията между общностите в Северна Македония. През 2002 година орденът придобива статут на държавно отличие на Северна Македония, като е трети по степен на важност.
Орденът е изработен от сребро и тежка позлата и представлява редизайн на възпоменателния медал Илинден 1903. На аверса е изобразен въстаник със знаме на преден фон и симетрично поставени четници от двете му страни. Под въстаника е изобразен надписът „ИЛИНДЕН 1903“. Цялата композиция е оградена от незатворен венец от лаврови клонки, а под нея кръст в ромбовидна форма. Негови автори са Костадин Танчев и Владимир Боройевич.